# Geológus

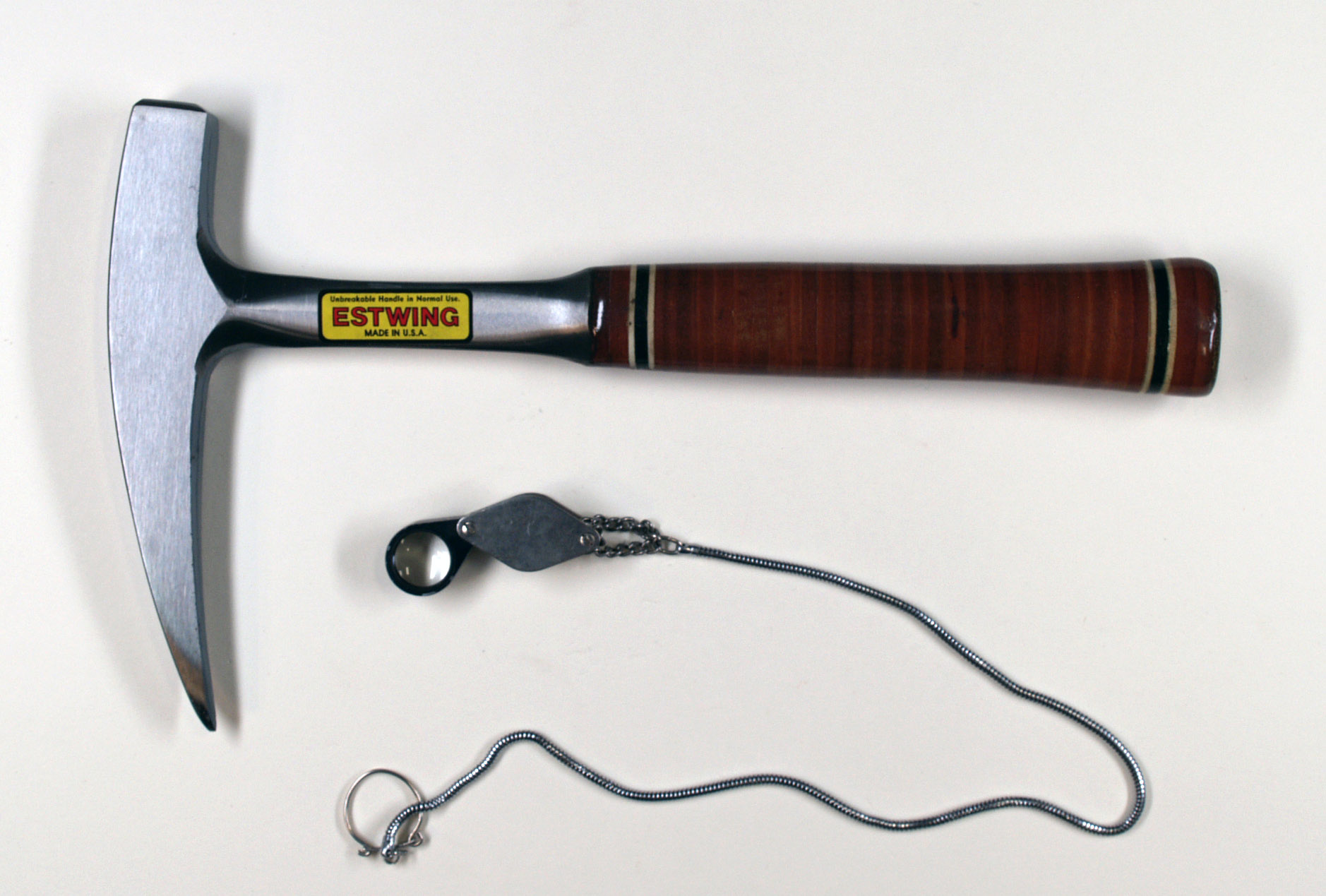
A geológusok kalapácsai a legfontosabb eszközök közé tartoznak

A földtan (vagy: geológia) a Földről szóló ismereteink tudománya, melynek hazai megteremtője, Szabó József szerint:
A geológia vagy földtan foglalkozik a Föld anyagával, szerkezetével, az anyag változásaival, az ezeket előidéző tényezőkkel, valamint a változások nyomán következő kor szerinti fejlődéssel és az ebben észlelhető biológiai viszonyokkal.
A földtan tudományával foglalkozó elméleti és gyakorlati szakembereket összefoglalóan geológusoknak néven nevezik.